# Haunting on Fraternity Row
Haunting on Fraternity Row è un film del 2018 diretto da Brant Sersen.
È stato pubblicato in DVD il 2 novembre 2018.

## Trama
Una confraternita studentesca organizza la festa finale dell'anno, uno stravagante "Winter Luau" party, ma un'entità malvagia prende il controllo della casa ed inizia a sterminare i confratelli.